# Cray Operating System
Das Cray Operating System (COS) ist ein proprietäres Betriebssystem des Unternehmens Cray Research für die Supercomputer Cray-1 (1976) und Cray X-MP. Es blieb das Hauptbetriebssystem dieser Plattform, bis es in den späten 1980ern von UNICOS abgelöst wurde. COS enthielt die Cray Assembler Language (CAL), Cray FORTRAN (CFT) und Pascal.
Da COS von ehemaligen Angestellten des Unternehmens Control Data Corporation (CDC) geschrieben wurde, wies die Kommandosprache und die interne Organisation eine starke Ähnlichkeit zum Betriebssystem Scope des CDC 7600 und Exec 8 (aus CDCs früherer ERA / UNIVAC-Herkunft) auf. Aufträge der Benutzer wurden mittels Front-End-Computern über ein Hochgeschwindigkeits-Interface und sogenannter „Station Software“ zum COS übertragen. Als Frontend wurden üblicherweise große Mainframes von IBM oder Control Data eingesetzt, jedoch wurden auch DEC VAX verwendet. Eine interaktive Benutzung von COS war zwar möglich, jedoch starteten die meisten Benutzer schlicht Batch-Läufe.
Plattenspeicherresidente Datensätze, die ein Benutzerprogramm verwendete, wurden jeweils lokal vorgehalten. Nach der Fertigstellung wurden die lokalen Daten dann wieder zurückgeschrieben und der Speicherplatz freigegeben. Um Datensätze über mehrere Verarbeitungen hinweg zu behalten, mussten sie explizit als 'permanent' markiert werden. Auch Magnetbänder wurden auf Cray-Systemen unterstützt, die mit einem I/O-Subsystem ausgestattet waren.
COS ermöglichte Job-Scheduling und die Verwendung von Haltepunkten/Neustarts, um große Auslastungen bewältigen zu können – sogar über Ausfallzeiten des Systems hinweg (geplant und ungeplant).
Intern war COS in ein sehr kleines Nachrichten-sendendes EXEC und eine Anzahl von System Task Processors (STP) aufgeteilt. Jeder STP war vergleichbar mit den Peripherieprozessor-Programmen früherer CDC-Betriebssysteme. Da jedoch die Cray-Rechner keine Peripherieprozessoren besaßen, führte der Hauptprozessor den Betriebssystemcode aus.
Obwohl der Programmcode von Version 1.13 als Public Domain veröffentlicht wurde, gibt es keine Kopien davon. Die letzte Version 1.17 ist als Binärdatei auf archive.org verfügbar.

## HPE Cray Operating System
Am 5. Oktober 2020 veröffentlichte Hewlett Packard Enterprise (HPE) unter der Bezeichnung „HPE Cray Operating System“ ein Betriebssystem für HPE Cray EX und Cray Supercomputer. Es hat mit dem alten COS aber nichts zu tun. Vielmehr basiert es auf SUSE Linux Enterprise Server (SLES) mit zusätzlichen Erweiterungen.